# Pałac Biskupi w Toruniu
Pałac Biskupi w Toruniu – siedziba biskupów toruńskich w Toruniu. Mieści się na terenie Zespołu Staromiejskiego, przy ulicy Łaziennej 18/20.

## Historia
W skład Pałacu Biskupiego wchodzą dwie sąsiadujące ze sobą kamienice, położone przy ulicy Łaziennej 18/20. Budynek przy Łaziennej 18 został wzniesiony w XV wieku. W niej mieściła się loża masońska Zum Bienenkorn (pol. Pod Pszczelim Ulem), założona w 1793 roku. Należała ona do Wielkiej Loży Krajowej w Berlinie. Po likwidacji loży w 1937 roku budynek przejęła parafia kościoła św. Janów, która założyła tam Dom Katolicki. Na drugim piętrze budynku odbywały się zebrania toruńskich członków Organizacji Papieskiego Dzieła Rozkrzewiania Wiary. Po II wojnie światowej budynek dwukrotnie przebudowywano: najpierw w 1980 roku (przez Rzemieślniczą Spółdzielnię Remonotowo-Budowlaną), następnie w latach 1986–1989 (przez Arpex-Produkt). 12 marca 1971 roku pojawiła się idea, by przeznaczyć budynek dla celów oficyny drukarskiej. W latach 80. XX wieku mieściła się tam siedziba Wojewódzkiego Konserwatora Zabytków.
Budynek położony przy ulicy Łaziennej 20 jest kamienicą neoklasycystyczną, pochodzącą z końca XIX wieku. W tym budynku dnia 7 czerwca 1999 roku odpoczywał papież Jan Paweł II podczas swojego pobytu w Toruniu. Z tego powodu budynek jest niekiedy nazywany Domem Papieża.